# Nieśmiałość
Nieśmiałość – stan psychiczny, w którym obecne są pewne charakterystyczne elementy na płaszczyźnie emocjonalnej, motywacyjnej, poznawczej lub behawioralnej, pojawiający się w sytuacji, gdy jednostka jest lub wyobraża sobie bycie ocenianą przez inne osoby. Philip Zimbardo wskazał, że pierwsze pisane użycie słowa nieśmiałość odnotowano w wierszu z około roku 1000 p.n.e., gdzie utożsamiano je ze sformułowaniem łatwy do przestraszenia.

## Objawy
Na nieśmiałość składają się przede wszystkim:
- w sferze emocjonalnej: uczucie zażenowania, skrępowania, zakłopotania, często też lęku (zwłaszcza przed mającą nastąpić oceną),
- nie w pełni kontrolowane zachowania mające na celu doraźne ograniczenie lub uniknięcie tych przykrych emocji, np. niepodejmowanie działania, które mogłoby podlegać ocenie,
- koncentracja na przeżywanych emocjonalnych symptomach nieśmiałości, jej zewnętrznych objawach (zob. niżej) i procesie oceny.

Przeżywaniu nieśmiałości (zwłaszcza silnemu) często towarzyszą objawy somatyczne, takie jak przyspieszony puls, czerwienienie i pocenie się, napięcie mięśniowe (zwłaszcza mięśni twarzy), rzadziej drżenie. Niektóre z nich mogą być łatwo zaobserwowane i rozpoznane przez otoczenie jako oznaki nieśmiałości, szczególnie w połączeniu z jej behawioralnymi konsekwencjami. Obawa przed tym często stanowi dodatkowy czynnik potęgujący nieśmiałość. Według niektórych badaczy skrajną postacią nieśmiałości jest fobia społeczna – najczęstsze zaburzenie lękowe.

## Typowe okoliczności występowania
Do najczęstszych sytuacji, z powodu których przeżywana jest nieśmiałość, należą:
- występowanie publiczne; bycie w centrum uwagi, zwłaszcza dużej grupy ludzi,
- kontakty intymne,
- ujawnianie swoich uczuć lub emocji,
- interakcje z osobami uznawanymi za autorytety, posiadającymi władzę lub starszymi (choć nie tylko),
- sytuacje wymagające asertywności, obrony swoich praw, wyrażania poglądów,
- proszenie o pomoc.

Może ona jednak wystąpić praktycznie w każdych okolicznościach kontaktu z drugim człowiekiem.

## Nieśmiałość jako cecha i zaburzenie
Umiarkowanie nasilona nieśmiałość jest prawdopodobnie doświadczeniem uniwersalnym, przeżywanym sporadycznie przez każdego lub prawie każdego człowieka. Istnieje jednak silne zróżnicowanie ludzi pod względem podatności na te reakcje. Dlatego termin nieśmiałość zwykle nie odnosi się do jednostkowego, chwilowego stanu, lecz występuje w kontekście cechy osobniczej, polegającej na tendencji do jego konsekwentnego pojawiania się w wielu rodzajach sytuacji i w odpowiednio dużym natężeniu. Tak rozumiana nieśmiałość jest zwykle uważana za cechę charakteru, związaną z wysoką samoświadomością.
U części osób nieśmiałość może osiągnąć nadmierne, patologiczne nasilenie, stając się jednym z głównych czynników kształtujących niektóre dziedziny życia społecznego i emocjonalnego jednostki. Oprócz przeżywanego bezpośrednio dyskomfortu, wiąże się to na ogół z zahamowaniem pewnych rodzajów aktywności i utrudnieniem funkcjonowania. Chorobliwa nieśmiałość może być przeszkodą w osiągnięciu ważnych dla jednostki celów, zarówno osobistych, jak i zawodowych, przyczyniając się często do niezadowolenia z własnego życia. W bardzo poważnych przypadkach – np. fobii społecznej, uważanej przez niektórych badaczy za skrajny rodzaj nieśmiałości – może dojść do praktycznej izolacji jednostki i poczucia utraty kontroli nad życiem.

## Podstawy osobowościowe
Maria Tyszkowa wyróżniła następujące czynniki osobowościowe sprzyjające nieśmiałości:
- negatywna rozbieżność między ja realnym a idealnym,
- wysokie standardy wykonywania zadań, czynności oraz odgrywania ról (dominacja ja idealnego),
- poczucie nieadekwatności standardów do zadań, którym dana osoba ma sprostać,
- tendencja do spostrzegania innych ludzi jako stawiających wysokie wymagania,
- niestabilna samoocena.

## Przyczyny nieśmiałości
Nie ma powszechnej zgody wśród psychologów co do przyczyn powstawania nieśmiałości. Przypuszczalnie są one wielorakie. Nieśmiałość najczęściej ujawnia się u dzieci w wieku szkolnym, czasami można jednak zaobserwować typowe dla nieśmiałości zachowania już we wcześniejszym okresie życia. Zgodnie z badaniami Jerome’a Kagana z Uniwersytetu Harvarda ponad 3/4 dzieci zaklasyfikowanych jako nieśmiałe w wieku 2 lat, cechowało się nieśmiałością również w wieku 7,5 roku. Znane są także przypadki rozwoju tego syndromu u osób w okresie dorastania lub dorosłych, którzy wcześniej nie byli nadmiernie nieśmiali. Większość badaczy zgadza się, że ogromną rolę w procesie formowania i utrwalania nieśmiałego charakteru odgrywają doświadczenia z dzieciństwa. Wśród najczęściej wymienianych znajdują się:
- wygórowane oczekiwania rodziców, nauczycieli lub rówieśników; wzmacnianie poczucia niespełniania standardów,
- niedostateczne przyswojenie umiejętności społecznych, np. wskutek braku wystarczających ilości kontaktu z rówieśnikami,
- przykre wspomnienia związane z odrzuceniem, ośmieszeniem,
- sygnały i emocje przejmowane od rodziców w pierwszych latach życia (uczenie się nieśmiałości),

a także
- skłonności wrodzone. Świadczy o tym m.in. fakt, że dzieci zahamowane i nieśmiałe mają większą aktywność elektryczną prawej okolicy czołowej, która kontroluje emocje negatywne, a dzieci śmiałe wykazują większą aktywność lewej okolicy płatu czołowego, która jest zaangażowana w kontrolę emocji pozytywnych. Również osoby dorosłe o wysokim poziomie lęku mają większą aktywność prawego płata czołowego, niż osoby o niższym poziomie lęku. Wykazano również, że ślina nieśmiałych dziewczynek zawiera dwukrotnie więcej kortyzolu niż ślina śmiałych dziewczynek. Jerome Kagan i Nathan Fox z Uniwersytetu Maryland uważają, że nieśmiałość ma silny związek z jądrem migdałowatym[2].

## Zróżnicowanie geograficzne i kulturowe
Gdy rozpatruje się zjawisko nieśmiałości na poziomie społeczeństwa, okazuje się, że
w jednych populacjach pojawia się ona częściej niż w innych, z przeciętnie większym nasileniem oraz wpływem na funkcjonowanie jednostek i społeczeństwa, z innym zestawem typowych okoliczności; różne może być także postrzeganie osób nieśmiałych. Najsilniej nieśmiałość przejawia się w społecznościach wysoko ucywilizowanych, nastawionych na indywidualny sukces i rywalizację, z rozbudowanym systemem norm zachowania. Wskazuje to na ogromną rolę czynników społecznych jako podłoża nieśmiałości. Przykładem społeczeństwa generującego nieśmiałość może być Japonia, gdzie występuje zjawisko hikikomori.

## Nieśmiałość a introwersja
Nieśmiałość nie jest tym samym co introwertyczny temperament, choć z powodu podobieństwa niektórych zachowań introwertycy często bywają mylnie uważani za nieśmiałych, szczególnie przez ekstrawertyków. Niechęć introwertyków do niektórych rodzajów aktywności społecznej i ograniczanie kontaktów z ludźmi nie są jednakże spowodowane lękiem i obawą przed oceną, lecz są kwestią autentycznej preferencji, związanej z ogólniejszą potrzebą unikania nadmiaru stymulacji.